# Ba-Ba-Banküberfall
Ba-Ba-Banküberfall ist ein Lied der österreichischen Pop-Rock-Band Erste Allgemeine Verunsicherung aus dem Jahr 1985. International wurde das Lied auch in der englischsprachigen Version Ba-Ba-Bankrobbery bekannt.

## Entstehung und Veröffentlichung
Geschrieben und produziert wurde das Lied gemeinsam von den EAV-Mitgliedern, wobei die Komposition von allen Bandmitgliedern stammt, während der Text alleine von Thomas Spitzer verfasst wurde. Bei der Produktion bekam die Band Unterstützung durch Peter Müller.
Die Erstveröffentlichung von Ba-Ba-Banküberfall erfolgte am 25. Juni 1985 als Teil von Geld oder Leben! bei EMI Columbia (Katalognummer: 13 3363 1), dem fünften Studioalbum der Ersten Allgemeinen Verunsicherung. Am 1. Dezember 1985 erschien das Lied als Singleauskopplung aus dem Album. Diese erschien als 7″-Single (Katalognummer: 13 3365 7) und 12″-Single (Katalognummer: 13 3376 6) mit der B-Seite Es gwinnt a jeder ….
Um das Lied zu bewerben, erfolgte unter anderem ein Liveauftritt in der ARD-Musikshow Känguru am 5. Dezember 1985 sowie am 15. Januar 1986 in der ZDF-Hitparade. Obwohl es in der ZDF-Hitparade nicht zu einem zweiten Auftritt kam, durfte die Band bei den Hits des Jahres 1986 am 14. Januar 1987 auftreten.

## Inhalt
Der Liedtext beruht, nach Aussagen der Bandmitglieder, auf einer wahren Begebenheit: Ein Bankräuber kam mit einer Spielzeug-Pistole in eine Bank und forderte: „Geld her oder Leben“. Der Bankangestellte wollte ihm jedoch nichts geben, so dass der Bankräuber unverrichteter Dinge wieder nach Hause ging, nicht jedoch ohne seine Brieftasche inklusive Pass und Adressbuch in der Bank zu lassen. Im Songtext werden folgende Begriffe genannt:
- „Palmers“ (ein Hersteller von Damen-Seidenstrümpfen)
- „Exekutor“ (Gerichtsvollzieher)
- „Puff’n“ (Pistole)
- „Marie“ = „Geld“

## Musikvideo
Das mit Handkamera innerhalb 1,5 Stunden bei einem Soundcheck in Stuttgart aufgenommene Video der englischen Version von Ba-Ba-Bankrobbery wurde im europaweit zu sehenden Sender Sky Channel ausgestrahlt. Zu besonderen Ehren in Großbritannien kam diese Fassung jedoch durch den Titel „Schlechtestes Video der Woche“.

## Chartplatzierungen
| ChartsChartplatzierungen     | Höchstplatzierung | Wochen/ Monate |
| ---------------------------- | ----------------- | -------------- |
| Deutschland (GfK)            | 7 (16 Wo.)        | 16 Wo.         |
| Österreich (Ö3)              | 4 (4 Mt.)         | 4 Mt.          |
| Vereinigtes Königreich (OCC) | 63 (4 Wo.)        | 4 Wo.          |

| ChartsJahrescharts (1986) | Platzierung |
| ------------------------- | ----------- |
| Deutschland (GfK)         | 56          |
| Österreich (Ö3)           | 13          |

## Trivia
Der Chef der Kriminalpolizei von München, Gottfried Reuß, behauptete in mehreren Zeitungsinterviews, die Zahl der Banküberfälle sei durch dieses Lied in Deutschland „rapide“ angestiegen: „Ich kann dieses Lied nicht mehr hören. Seit der Song in der Hitliste war, sind die Banküberfälle rapide angestiegen. Der Text hat offenbar die Hemmschwelle herabgesetzt!“ Als Beleg verwies er auf die 33 im ersten Halbjahr 1986 in Deutschland verübten Banküberfälle, im Vergleich zu 31 Überfällen im gesamten Jahr 1985.